# موتور حاجی عیسی
موتور حاجی عیسی روستایی در دهستان شورو بخش کورین شهرستان زاهدان استان سیستان و بلوچستان ایران است.

## جمعیت
بر پایه سرشماری عمومی نفوس و مسکن در سال ۱۳۹۵ جمعیت این روستا ۷۲ نفر (۲۱خانوار) بوده‌است.